# Rhopalophthalmus longicauda
Rhopalophthalmus longicauda är en kräftdjursart som beskrevs av O. Tattersall 1957. Rhopalophthalmus longicauda ingår i släktet Rhopalophthalmus och familjen Mysidae. Inga underarter finns listade i Catalogue of Life.